# Александър фон Хесен-Дармщат
Александър фон Хесен-Дармщат (на немски: Alexander von Hessen-Darmstadt; Alexander Ludwig Georg Friedrich Emil von Hessen und bei Rhein), роден в Дармщат на 15 юли 1823 г. като Александър Лудвиг Георг Фридрих Емил фон Хесен-Дармщат и при Рейн, е германски принц, трети син и четвърто дете на великия херцог на Хесен, Лудвиг II (1777 – 1848), и на Вилхелмина фон Баден (1788 – 1836), дъщеря на принц Карл Лудвиг фон Баден и Амалия Хесен-Дармщатска. Той е брат на руската императрица Мария Александровна и е баща на българския княз Александър I Батенберг. Александър фон Хесен-Дармщат е основател на аристократичния германски род Батенберг.

## Биография

### Съмнително потекло
Въпреки скандала, който се разгаря около морганатичния му брак, принц Александър е известен и със слуховете, които се носели за неговото потекло и за това на сестра му Мария. Дълго се мълвяло, че баща на Александър и Мария не е великият херцог на Хесен-Дармщат, Лудвиг II, а камериерът на майка им, барон Август де Сенаркленс.

### Военна кариера (1840 – 1859)
Като по-малък син на великия херцог принц Александър продължава семейната традиция и през 1840 г. постъпва на служба в руската армия, където пред него се отваря възможност за бляскава военна кариера. През 1845 г. участва в операции на руската армия в Кавказ. В Петербург той е назначен за командир на кавалерийски полк, кръстен след смъртта му на неговото име, и е награден с Георгиевски кръст. За бързото издигане на Александър в руската армия съдейства и фактът, че неговата сестра по това време е снаха на император Николай I.
От 1858 г. принц Александър служи във войската на Австро-Унгария и участва във войната срещу Франция и Сардинското кралство от 1859 г.

### Морганатичен брак
Обещаващата военна кариера на принц Александър фон Хесен в руската армия е прекъсната от скандала, който се разгаря, когато той се влюбва в графиня Юлия фон Хауке, придворна дама на сестра му Мария Александровна. Графинята е от дребен германо-полски аристократичен род, дъщеря на бивш военен министър на император Николай I. По това време императорът вижда в принца евентуален съпруг за племенницата си. Поради това, когато чува за романа на Александър и Юлия, царят се обявява против тази връзка.
Спечелил неблагоразположението на императора, принц Александър заминава за Англия, където вижда бъдещето си, но скоро се завръща в Русия, за да избяга заедно с графиня Юлия фон Хауке от Петербург. Двамата сключват брак в Бреслау (Силезия) на 28 октомври 1852 г. Скоро двойката пристигна в Хесен, където братът на Александър, великият херцог Лудвиг III, бил разочарован от ниския аристократичен статус на Юлия. В Хесен графиня Юлия фон Хауке получава титлата графиня фон Батенберг (на името на малък град, в който семейството живее в изолация), а наследниците ѝ от принц Александър са лишени от фамилното име на баща си и трябвало да носят новата фамилия на майка си. По-късно графинята получава титлата „принцеса“ и двойката се завръща в Дармщат.
Александър и Юлия се установяват в замъка Хайлигенберг близо до Югенхайм, южен Хесен. Там двамата водят тих и спокоен живот. Въпреки това те продължават да поддържат връзки с владетелските дворове. Така през пролетта на 1880 година принц Александър е в Санкт Петербург и се опитва да убеди император Александър II в нуждата да увеличи ограничените от Търновската конституция правомощия на своя син, българския княз Александър.

#### Деца
Принц Александър фон Хесен-Дармщат и графиня Юлия Батенберг (* 12 ноември 1825; † 19 септември 1895) имат пет деца, които носят фамилията Батенберг:
- Принцеса Мария фон Батенберг (1852 – 1923)
- Принц Лудвиг Александър фон Батенберг (1854 – 1921) – известен като Луис Александър Маунтбатън първи маркиз на Милфорд Хевън
- Принц Александър Йозеф фон Батенберг (1857 – 1893) – княз на България от 1879 г. до 1886 г.
- Принц Хайнрих фон Батенберг (1858 – 1898)
- Принц Франц Йосиф фон Батенберг (1861 – 1924)

Александър умира на 15 декември 1888 г., а Юлия през 1895 г. на 70 години.

## Наследници
Въпреки скандалната си история родът Батенберг бързо е приет от европейските аристократични фамилии и се обвързва с английското кралско семейство.
През XX век наследниците на принц Александър са членове на много кралски фамилии:
- Принцеса Виктория Евгения Батенберг – кралица на Испания, съпруга на Алфонсо XIII;
- Принцеса Луиза Маунтбатън – кралица на Швеция, съпруга на крал Густав VI Адолф;
- Принц Филип, херцог на Единбург – син на принцеса Алис Батенберг и съпруг на кралица Елизабет II.

## Награди и отличия
- Орден „Света Анна“, Русия
- Орден „Свети Александър Невски“, Русия
- „Георгиевски кръст“ III и IV степен, Русия
- Орден „Бял орел“, Русия
- Орден „Черен орел“, Прусия
- Орден „Червен орел“, Прусия
- Орден „Церингенски лъв“ I степен, Баден
- Орден „Людвиг“ I степен, Хесень
- Орден „Златен лъв“, Хесен